# Appio Claudio

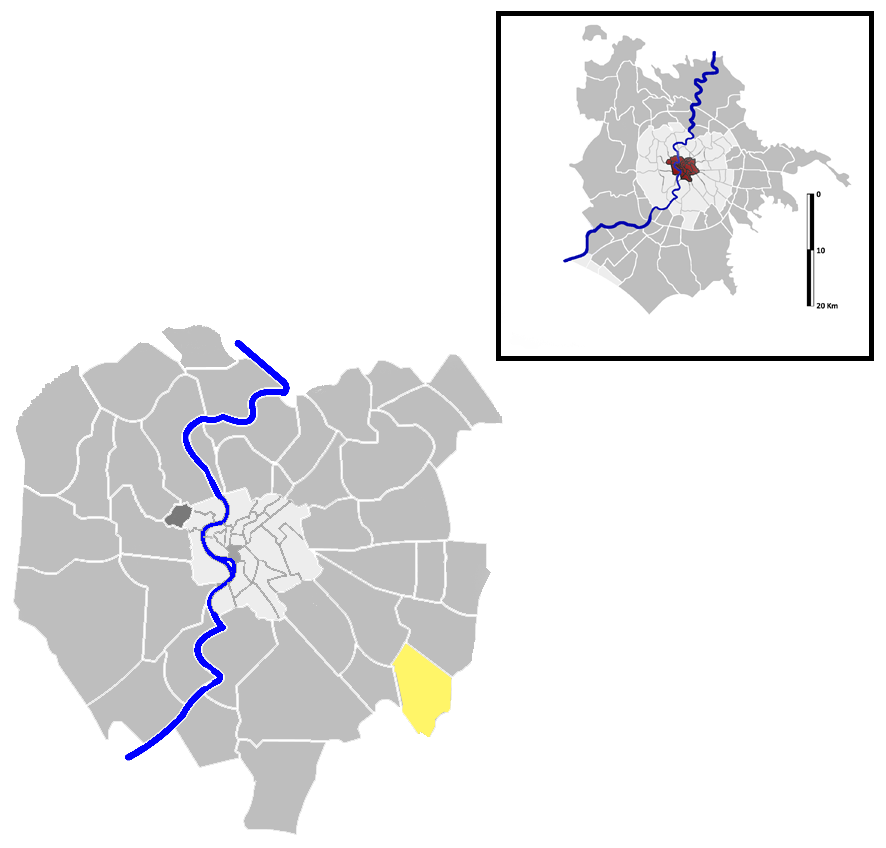
Localisation d'Appio Claudio sur la carte administrative de Rome.

Appio Claudio est un quartier (quartiere) situé au sud-est de Rome en Italie qui prend son nom de l'homme d'État et écrivain romain Appius Claudius Caecus qui fit construire la via Appia. Il est désigné dans la nomenclature administrative par Q.XXV et fait partie du Municipio VII. Sa population est de 29 437 habitants répartis sur une superficie de 5,538 2 km2.

## Lieux particuliers
- Via Tuscolana
- Une partie des quartiers Don Bosco et d'Appio Claudio constituent ce qui est appelé Cinecittà
- Le Parc des aqueducs comprenant notamment l'aqueduc de l'Aqua Claudia, l'aqueduc de l'Aqua Marcia
- Église San Policarpo
- Église Sant'Ignazio d'Antiochia
- Église Santa Barbara